# Сабуро-Покровский сельсовет
Сабуро-Покровский сельсовет — сельское поселение в Никифоровском районе Тамбовской области Российской Федерации.
Административный центр — село Сабуро-Покровское.

## Экономика
В селе Сабуро-Покровское действует комбинат хлебопродуктов, оснащённый современным оборудованием - ООО "Сабуровский Комбинат Хлебопродуктов"

## Транспорт
село Сабуро-Покровское расположено на 424 км федеральной трассы Р22 «Каспий», в 30 км к северо-западу от областного центра г. Тамбов и в 20 км от районного центра пгт Дмитриевка. Связь с ними осуществляется по федеральной трассе Р22 «Каспий» Москва — Астрахань (до 31 декабря 2017 применяется старый учётный номер М6). Время в пути до Москвы на автомобиле составляет около пяти, шести часов.
По территории села проходит Юго-Восточная железная дорога, движение по которой было открыто ещё в 1869 году и располагается станция Сабурово, расстояние до станции Никифоровка составляет 20 км.

## История
Статус и границы сельского поселения установлены Законом Тамбовской области от 17 сентября 2004 года № 232-З «Об установлении границ и определении места нахождения представительных органов муниципальных образований в Тамбовской области»

## Население
| 2010  | 2012  | 2013  | 2014  | 2015  | 2016  | 2017  |
| ----- | ----- | ----- | ----- | ----- | ----- | ----- |
| 2708  | ↘2670 | ↘2620 | ↘2576 | ↘2548 | ↘2478 | ↘2397 |
| 2018  | 2019  | 2020  | 2021  |       |       |       |
| ↘2349 | ↘2307 | ↘2217 | ↗2425 |       |       |       |

## Состав сельского поселения
| № | Населённый пункт  | Тип населённого пункта       | Население |
| - | ----------------- | ---------------------------- | --------- |
| 1 | Красная Криуша    | село                         | ↘69       |
| 2 | Первомайский      | посёлок                      | ↘0        |
| 3 | Сабуро-Покровское | село, административный центр | ↘1372     |
| 4 | Свобода           | посёлок                      | ↘1136     |
| 5 | Чебоксары         | деревня                      | ↘131      |